# Divize 1934/1935
V soubojích 6. ročníku druhé nejvyšší fotbalové soutěže – Divize 1934/35 – se utkalo 49 mužstev v pěti skupinách každý s každým dvoukolově na podzim 1934 a na jaře 1935. Středočeská divize a Divize českého venkova měly po 12 účastnících, Moravskoslezská divize měla 8 účastníků, západní skupina Slovensko-podkarpatské divize byla desetičlenná a ve východní skupině téže divize startovalo 7 mužstev.
V sezonách 1929/30–1933/34 se druhá nejvyšší soutěž v Československu hrála v jediné skupině. Tohoto ročníku se účastnilo sedm týmů ze sezony 1933/34, dále dvě mužstva, která sestoupila z I. čs. ligy a 40 nováčků ze župních mistrovství.
Vítězové jednotlivých divizí – SK Viktoria Žižkov, SK Náchod, SK Moravská Slavia Brno a I. ČsŠK Bratislava – se utkali společně s nejlepším týmem německého svazu (DFV der ČSAF), jímž byl DSV Saaz ze Žatce, v kvalifikačním turnaji o postup do Státní ligy. Postupovala čtyři mužstva z pěti.
Postup do nejvyšší soutěže unikl žižkovské Viktorii, přestože měla po prvních dvou zápasech kvalifikačního turnaje plný počet čtyř bodů a kladné skóre 5:0. Rozhodlo poslední kvalifikační kolo, v němž Žižkov prohrál v Bratislavě (1:2), kdežto Náchod na domácí půdě porazil Žatec (3:0) a po roce se vrátil do nejvyšší soutěže. První tři mužstva kvalifikačního turnaje vybojovala premiérovou účast v I. čs. lize.

## Středočeská divize
| Poř. | Tým                    | Z  | V  | R | P  | VG | OG | B  |
| ---- | ---------------------- | -- | -- | - | -- | -- | -- | -- |
| 1.   | SK Viktoria Žižkov (S) | 22 | 19 | 2 | 1  | 79 | 20 | 40 |
| 2.   | Nuselský SK *          | 22 | 14 | 2 | 6  | 51 | 32 | 30 |
| 3.   | ČAFC Vinohrady *       | 22 | 10 | 4 | 8  | 65 | 47 | 24 |
| 4.   | SK Sparta Kladno       | 22 | 10 | 3 | 9  | 58 | 54 | 23 |
| 5.   | SK Sparta Košíře       | 22 | 10 | 2 | 10 | 56 | 50 | 22 |
| 6.   | SK Libeň *             | 22 | 8  | 6 | 8  | 42 | 42 | 22 |
| 7.   | SK Meteor Praha VIII * | 22 | 10 | 2 | 10 | 44 | 55 | 22 |
| 8.   | SK Rapid Praha         | 22 | 8  | 3 | 11 | 48 | 60 | 19 |
| 9.   | SK Lysá nad Labem      | 22 | 7  | 4 | 11 | 43 | 47 | 18 |
| 10.  | SK Čechie Praha VIII * | 22 | 7  | 2 | 13 | 36 | 55 | 16 |
| 11.  | SK Roudnice nad Labem  | 22 | 5  | 4 | 13 | 32 | 54 | 14 |
| 12.  | AFK Čechoslovan Košíře | 22 | 7  | 0 | 15 | 32 | 59 | 14 |

Poznámky:
- Z = Odehrané zápasy; V = Vítězství; R = Remízy; P = Prohry; VG = Vstřelené góly; OG = Obdržené góly; B = Body; (S) = Sestoupivší z vyšší soutěže; * = Účastník druholigového ročníku 1933/34

|  | Kvalifikace o postup do Státní ligy 1935/36 |
|  | Sestup do příslušné I. A třídy 1935/36      |

## Divize českého venkova
| Poř. | Tým                       | Z  | V  | R | P  | VG | OG | B  |
| ---- | ------------------------- | -- | -- | - | -- | -- | -- | -- |
| 1.   | SK Náchod (S)             | 22 | 18 | 2 | 2  | 70 | 30 | 38 |
| 2.   | SK České Budějovice       | 22 | 15 | 5 | 2  | 67 | 27 | 35 |
| 3.   | SK Dvůr Králové nad Labem | 22 | 10 | 3 | 9  | 56 | 46 | 23 |
| 4.   | SK Hradec Králové         | 22 | 9  | 5 | 8  | 44 | 39 | 23 |
| 5.   | Mladoboleslavský SK       | 22 | 9  | 3 | 10 | 43 | 41 | 21 |
| 6.   | SK Kopisty                | 22 | 9  | 3 | 10 | 43 | 60 | 21 |
| 7.   | SK Petřín Plzeň           | 22 | 8  | 4 | 10 | 39 | 50 | 20 |
| 8.   | SK Rakovník *             | 22 | 6  | 7 | 9  | 34 | 47 | 19 |
| 9.   | SK Pardubice              | 22 | 7  | 4 | 11 | 54 | 46 | 18 |
| 10.  | SK Rokycany               | 22 | 7  | 3 | 12 | 33 | 47 | 17 |
| 11.  | SK Olympia Plzeň *        | 22 | 5  | 5 | 12 | 50 | 62 | 15 |
| 12.  | SK Hořovice               | 22 | 5  | 4 | 13 | 32 | 70 | 14 |

Poznámky:
- Z = Odehrané zápasy; V = Vítězství; R = Remízy; P = Prohry; VG = Vstřelené góly; OG = Obdržené góly; B = Body; (S) = Sestoupivší z vyšší soutěže; * = Účastník druholigového ročníku 1933/34

|  | Kvalifikace o postup do Státní ligy 1935/36 |
|  | Sestup do příslušné I. A třídy 1935/36      |

## Moravskoslezská divize
| Poř. | Tým                        | Z  | V  | R | P | VG | OG | B  |
| ---- | -------------------------- | -- | -- | - | - | -- | -- | -- |
| 1.   | SK Moravská Slavia Brno    | 14 | 12 | 1 | 1 | 58 | 18 | 25 |
| 2.   | SK Slezská Ostrava         | 14 | 7  | 3 | 4 | 32 | 29 | 17 |
| 3.   | SK Baťa Zlín               | 14 | 6  | 2 | 6 | 34 | 34 | 14 |
| 4.   | PKS Polonia Karwina        | 14 | 5  | 3 | 6 | 29 | 28 | 13 |
| 5.   | SK Přerov                  | 14 | 5  | 3 | 6 | 38 | 40 | 13 |
| 6.   | SK Královo Pole            | 14 | 4  | 3 | 7 | 26 | 35 | 11 |
| 7.   | SK Hanácká Slavia Kroměříž | 14 | 4  | 3 | 7 | 18 | 34 | 11 |
| 8.   | SK Husovice                | 14 | 2  | 4 | 8 | 18 | 35 | 8  |

Poznámky:
- Z = Odehrané zápasy; V = Vítězství; R = Remízy; P = Prohry; VG = Vstřelené góly; OG = Obdržené góly; B = Body

|  | Kvalifikace o postup do Státní ligy 1935/36 |
|  | Sestup do příslušné I. A třídy 1935/36      |

## Slovensko-podkarpatská divize

### Západní skupina
| Poř. | Tým                | Z  | V  | R | P | VG | OG | B  |
| ---- | ------------------ | -- | -- | - | - | -- | -- | -- |
| 1.   | I. ČsŠK Bratislava | 18 | 15 | 1 | 2 | 65 | 21 | 31 |
| 2.   | FTC Fiľakovo       | 18 | 9  | 2 | 7 | 36 | 28 | 20 |
| 3.   | TTS Trenčín        | 18 | 8  | 4 | 6 | 35 | 30 | 20 |
| 4.   | FC Vrútky          | 18 | 9  | 0 | 9 | 50 | 52 | 18 |
| 5.   | ŠK VAS Bratislava  | 18 | 6  | 5 | 7 | 31 | 39 | 17 |
| 6.   | PFK Piešťany       | 18 | 5  | 6 | 7 | 32 | 38 | 16 |
| 7.   | ZTK Zvolen         | 18 | 6  | 3 | 9 | 29 | 38 | 15 |
| 8.   | KFC Komárno        | 18 | 6  | 3 | 9 | 28 | 39 | 15 |
| 9.   | Ligeti SC          | 18 | 5  | 4 | 9 | 27 | 35 | 14 |
| 10.  | AC Nitra           | 18 | 5  | 4 | 9 | 34 | 47 | 14 |

Poznámky:
- Z = Odehrané zápasy; V = Vítězství; R = Remízy; P = Prohry; VG = Vstřelené góly; OG = Obdržené góly; B = Body

|  | Kvalifikace o postup do Státní ligy 1935/36 |
|  | Sestup do příslušné I. A třídy 1935/36      |

### Východní skupina
| Poř. | Tým                 | Z  | V | R | P | VG | OG | B  |
| ---- | ------------------- | -- | - | - | - | -- | -- | -- |
| 1.   | SK Rusj Užhorod     | 12 | 8 | 2 | 2 | 37 | 21 | 18 |
| 2.   | AC Spišská Nová Ves | 12 | 7 | 3 | 2 | 26 | 16 | 17 |
| 3.   | KAC Košice          | 12 | 7 | 1 | 4 | 31 | 25 | 15 |
| 4.   | ČsŠK Košice         | 12 | 3 | 4 | 5 | 23 | 29 | 10 |
| 5.   | ČsŠK Užhorod        | 12 | 3 | 3 | 6 | 19 | 29 | 9  |
| 6.   | BFTC Berehovo       | 12 | 2 | 4 | 6 | 21 | 25 | 8  |
| 7.   | MSE Mukačevo        | 12 | 3 | 1 | 8 | 15 | 27 | 7  |

Poznámky:
- Z = Odehrané zápasy; V = Vítězství; R = Remízy; P = Prohry; VG = Vstřelené góly; OG = Obdržené góly; B = Body

### Mistrovství Slovenska
SK Rusj Užhorod – I. ČsŠK Bratislava 3:1, 1:3 a 0:2

## Kvalifikační turnaj o postup do Státní ligy
| Poř. | Tým                     | Z | V | R | P | VG | OG | B  |
| ---- | ----------------------- | - | - | - | - | -- | -- | -- |
| 1.   | I. ČsŠK Bratislava      | 8 | 6 | 0 | 2 | 24 | 16 | 12 |
| 2.   | DSV Saaz (Žatec)        | 8 | 5 | 0 | 3 | 17 | 12 | 10 |
| 3.   | SK Moravská Slavia Brno | 8 | 3 | 1 | 4 | 14 | 17 | 7  |
| 4.   | SK Náchod               | 8 | 3 | 0 | 5 | 13 | 19 | 6  |
| 5.   | SK Viktoria Žižkov      | 8 | 2 | 1 | 5 | 7  | 11 | 5  |

|  | Postup do Státní ligy 1935/36 |
|  | Setrvání v divizi             |